# Елица Јанкова
Елица Јанкова (Варна, 18. септембар 1994) је бугарска рвачица. На Олимпијским играма 2016. у Рио де Жанериру освојила је бронзу у категорији до 48кг. Светска јуниорска првакиња постала је 2013. године. На првим Европским играма у Бакуу освојила је сребрну медаљу. На Европском првенству 2016. окитила се бронзаном медаљом.